# Freattýda
Freattýda, en grec moderne : Φρεαττύδα, anciennement Freattýs (Φρεαττύς), est un quartier touristique du Pirée situé à l'extrémité sud-est de la péninsule du Pirée et immédiatement après (sud-ouest) le port de Zéa (anciennement Pasalimáni / Πασαλιμάνι), qui comprend l'ancienne baie homonyme et la colline qui la surplombe.

## Localisation
Le quartier est bordé au nord par Terpsithéa et le port de Zéa bordant la rue Kanthárou, à l'ouest avec Kallípoli bordant la rue Sachtoúris. À l'est il est bordé par le golfe Saronique et au sud par Ágios Vasílios, la frontière étant également la rue Sachtoúris. Il est entouré des rues Kanthárou - Sachtoúris - Kotziádon.

## Histoire
Pendant l'Antiquité, Phreattys comportait de nombreux puits (en grec ancien : φρέαρ / phréar) qui donnèrent leur nom à la zone. Un autel dédié à Asclépios était potentiellement situé dans la région.
L'emplacement exact de la zone a suscité de nombreuses hypothèses parmi les archéologues et les voyageurs étrangers. Certains d'entre eux pensaient que Phreattys était un ancien lieu d'expiation, puis le site de l'un des tribunaux les plus importants de la démocratie athénienne (ἡ Φρεαττώ / Phréatô) où les meurtres involontaires étaient jugés,.
Cette indétermination a longtemps été entretenue par certains extraits d'auteurs de la période post-classique, qui amenèrent à considérer Freattýda et Zéa comme une seule et même région,. Hésychios mentionne pourtant Zéa comme l'un des ports du Pirée, alors que Phreattys n'était pas un port. Selon certains auteurs antiques Phreattys se trouvait en dehors des murs du Pirée et de l'Akté (el),. Une autre hypothèse tend à situer Phreattys face à la côte d'Égine (c'est-à-dire l'actuelle baie de Louviári)[réf. nécessaire].

## Quartier actuel
La physionomie actuelle de la baie de Freattýda remonte principalement aux grands projets des années 1960 entourant la création de la marina de Zéa par l'Organisation nationale grecque du tourisme. Au cours de la décennie suivante, la plage de Freattýda, qui était jusqu'alors située dans la baie du même nom, a été déplacée plus au sud, entre la villa Terpsichore et le coude vers le nord de la côte de Themistokléous au niveau de la jetée. Le Musée maritime hellénique est installé dans l'ancienne crique de la baie, qui a été formée en carré tandis que le long de certaines parties de ses rives se trouvent d'anciennes ruines des murs du Pirée. Le kiosque du célèbre sous-marin Papanikolís (el) a été déplacé sur le square homonyme bordé par le Musée maritime, situé au nord de la plage municipale de Freattýda.
Toujours du côté est, au niveau de la route côtière, se trouve le buste en marbre de Lámbros Porfýras, poète grec qui habita le quartier. À Freattýda est situé l'hôpital Tzánio, une institution créée au XIXe siècle grâce au bienfaiteur Nikítas Tzánnis (el).
À Freattýda, il existe également un immeuble de bureaux à plusieurs étages d'architecture particulière, le Mégaro T. Argoudélis, qui porte le nom de la célèbre famille de commerçants, hommes politiques et constructeurs immobiliers.

## Hôpital Tzánio
Dans le quartier de Freattýda se trouve l'hôpital Tzánio, l'établissement hospitalier le plus important du Pirée et l'un des principaux d'Attique. Il a été construit grâce à un don de Nikítas Tzánnis, et a fonctionné sous la direction du professeur de l'université d'Athènes Theódoros Afentoúlis (el). La construction de l'hôpital a commencé en 1864 et a été achevée en 1873. En 1927, une nouvelle aile destinée au service de maternité a été ajoutée, tandis qu'en 1934 une nouvelle aile a permis d'abriter le service de chirurgie. Un nouvel hôpital moderne de six étages a été inauguré en 1971 sur le site de l'ancien hôpital, à la jonction des rues Tzánnis et Afentoúlis, au centre de Freattýda. L'établissement a connu par la suite de nouvelles extensions, en 1988 et au début des années 2000.

## Galerie

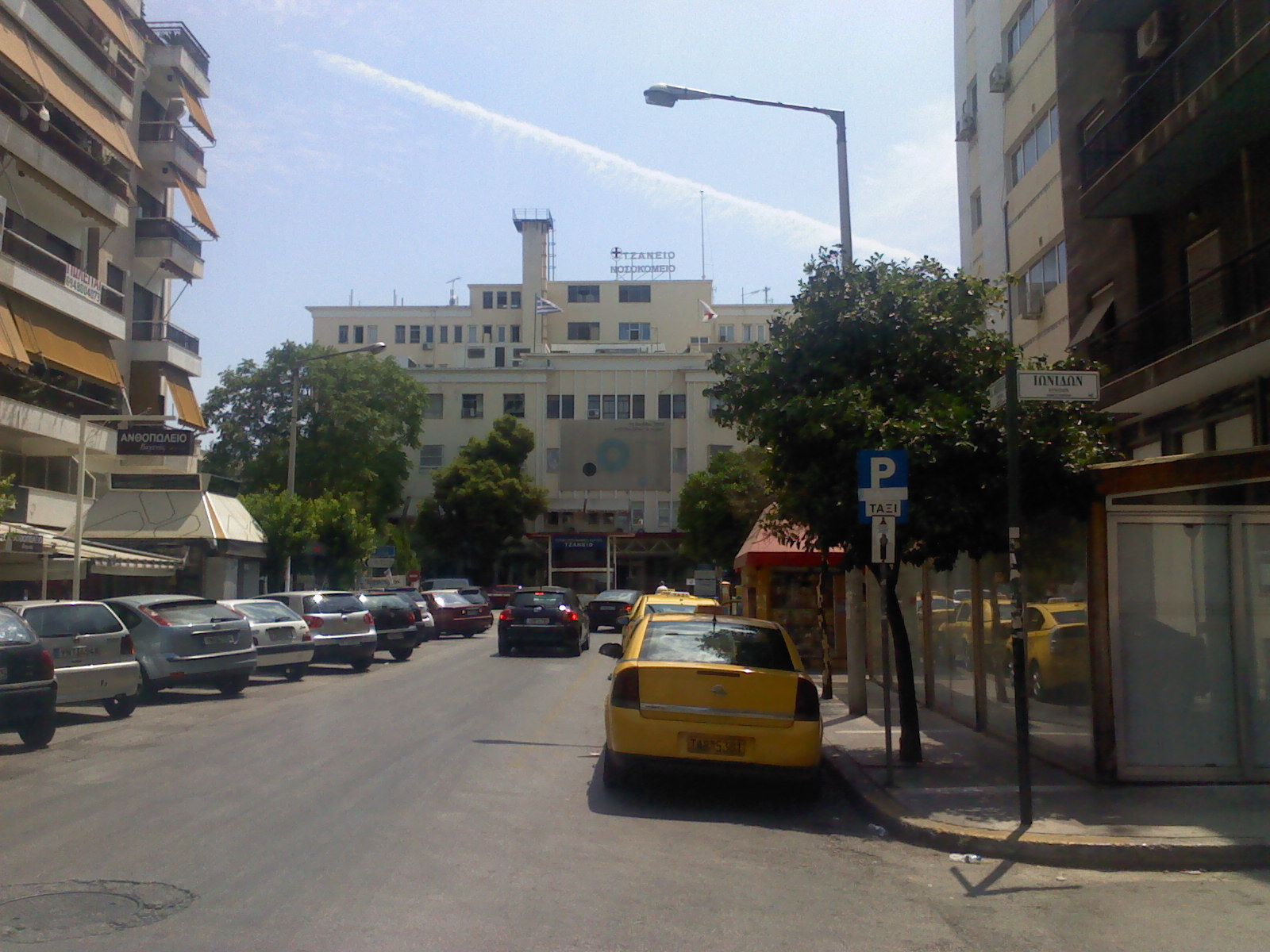
Hôpital Tzánio.
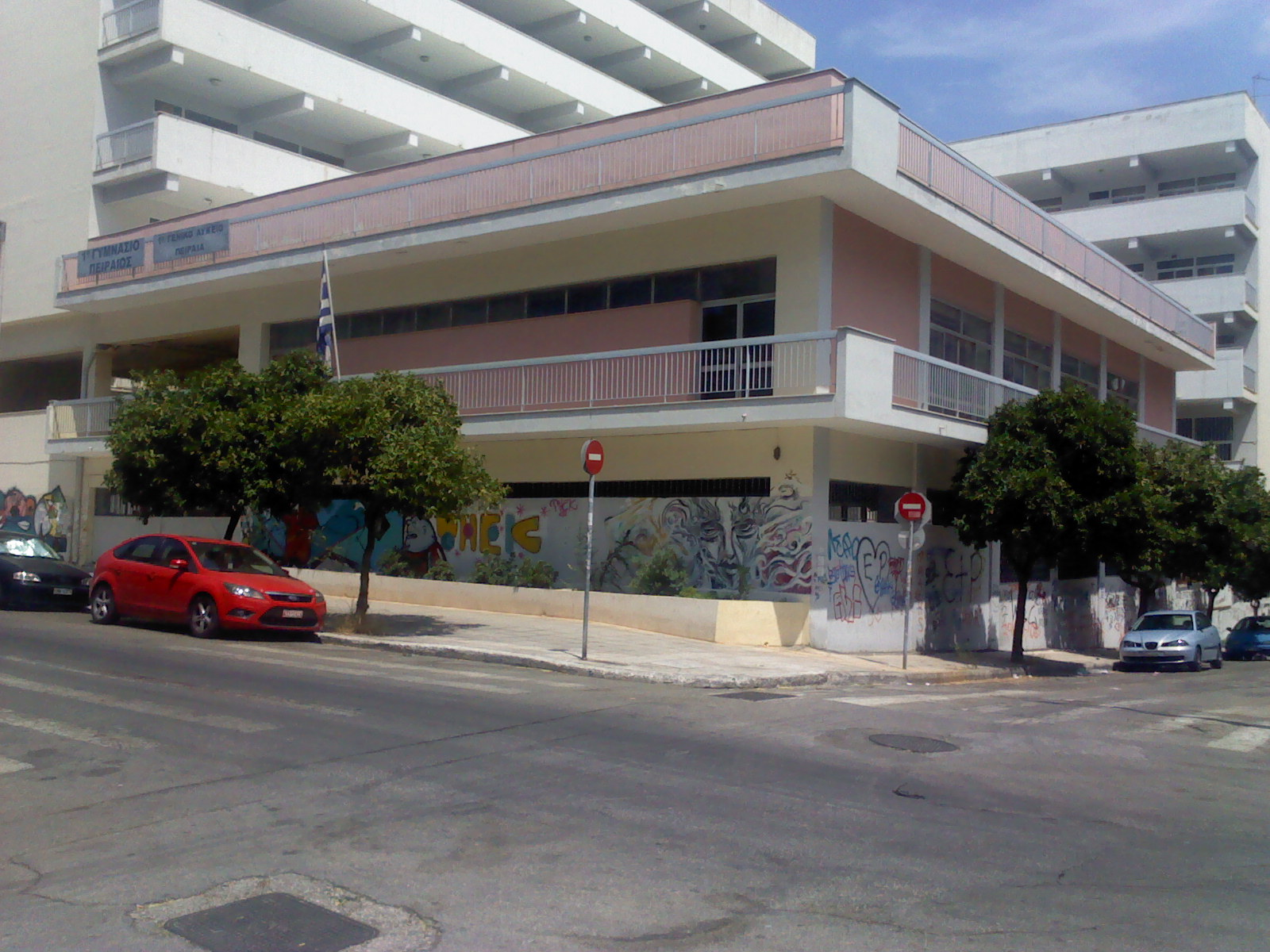
1er lycée du Pirée.
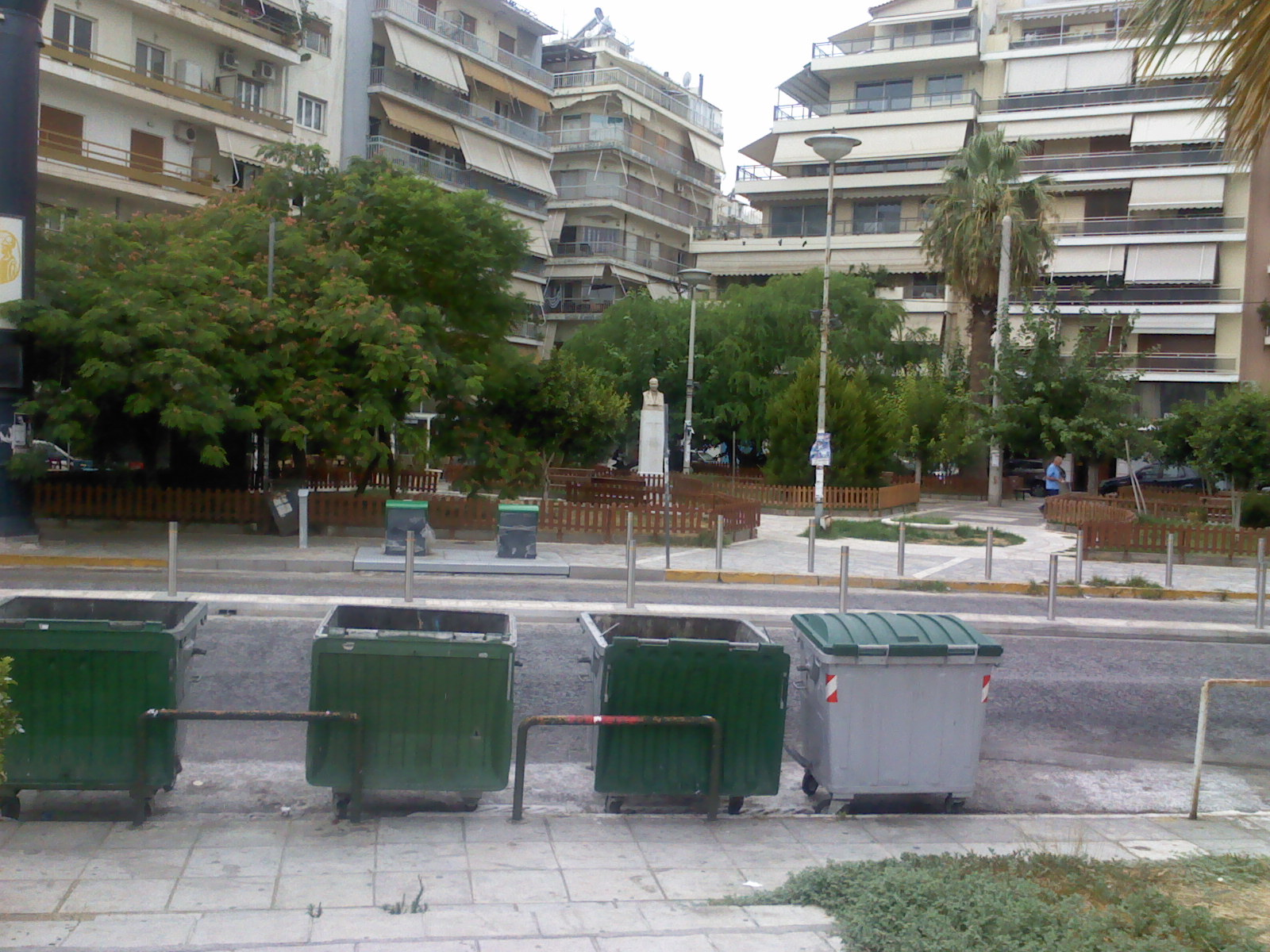
Place du quartier.
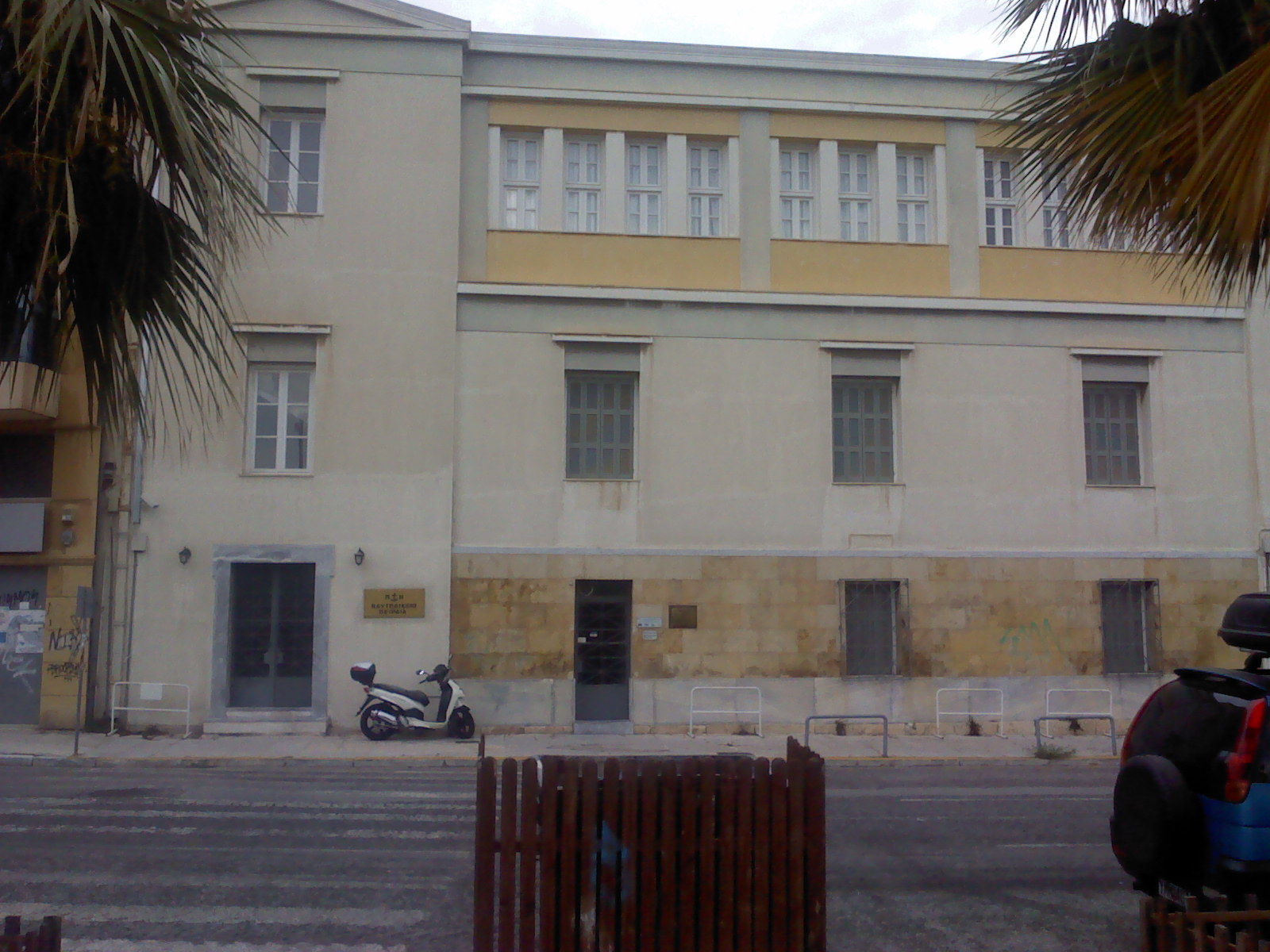
Cour navale du Pirée.
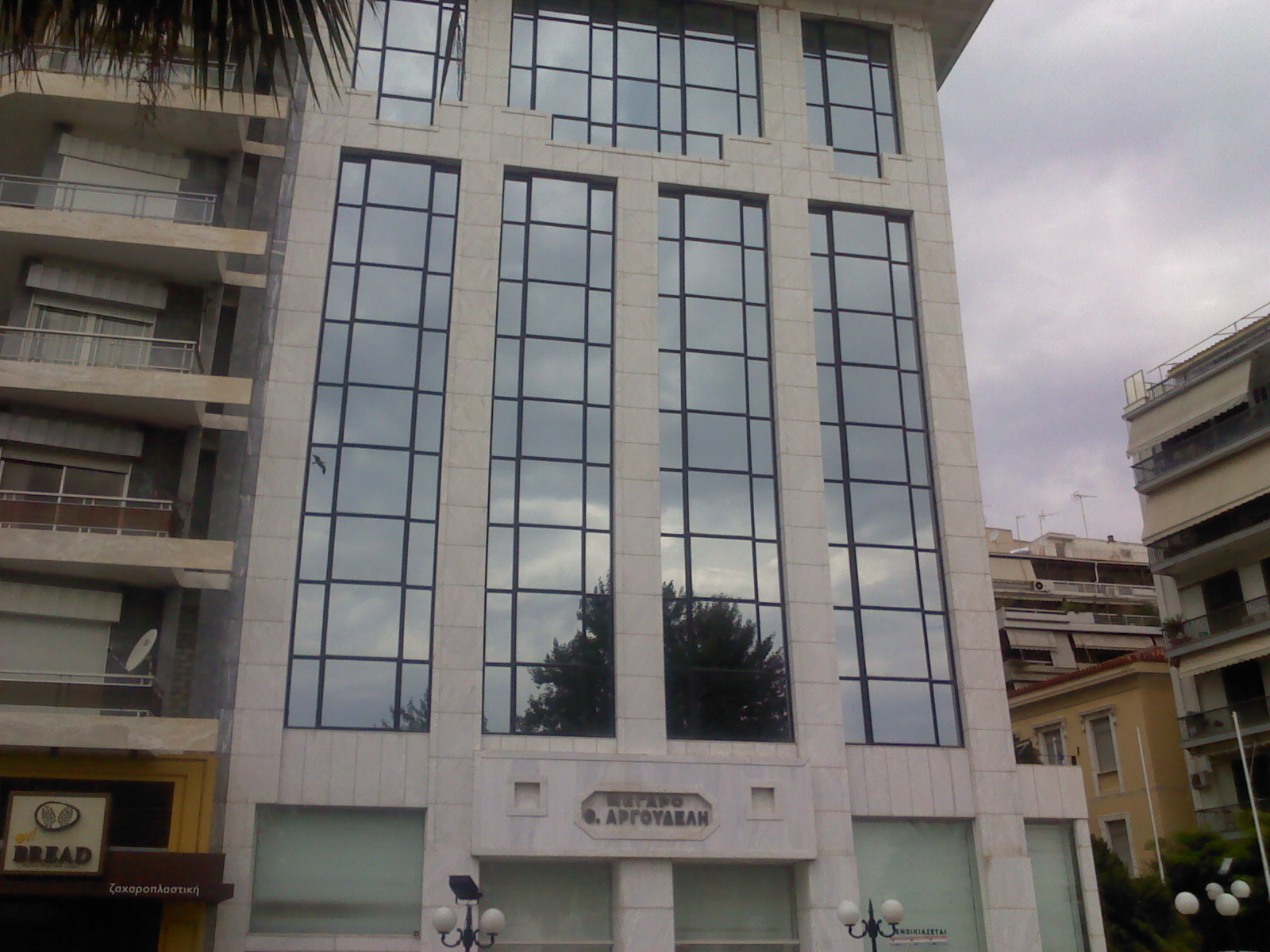
Le palais Argoudélis.